# Diversidad sexual en Jordania
Las personas LGBTI en Jordania se enfrentan a ciertos desafíos legales y sociales no experimentados por otros residentes. Jordania se considera uno de los países árabes más tolerantes. Las relaciones homosexuales privadas entre adultos se volvieron a legalizar en 1951, aunque las muestras públicas de afecto pueden llegar a perseguirse por atentar contra la moral pública.

## Aspectos legales
Jordania formó parte del Imperio Otomano hasta su partición tras la I Guerra Mundial. Existen numerosos testimonios homoeróticos de todo este período que indican que, aunque reprobada por las autoridades religiosas, la homosexualidad era una práctica común entre las élites políticas en el ámbito privado. En 1858, durante las reformas del Tanzimat, se aprobó el primer Código Penal, descriminalizando la homosexualidad en todo el territorio otomano.
Tras la disolución del Imperio otomano, el Mandato británico de Palestina aprobó un nuevo Código Penal en 1936 cuyo artículo 152 penalizaba la sodomía con hasta 10 años de prisión. En 1946 Jordania consiguió su independencia y en 1951, tras la revisión del Código Penal, se legalizó cualquier tipo de relación consensuada y no comercial entre adultos, estableciendo la edad de consentimiento sexual a los 16 años. El nuevo Código Penal de 1960 continuó permitiendo estas relaciones, aunque su artículo 320 sobre el comportamiento indecente en lugares públicos se utiliza en ocasiones contra las personas LGBTI. La homosexualidad femenina nunca ha estado penalizada.
En 2014 la Corte de Casación permitió por primera vez el cambio de sexo en la documentación de una mujer transexual tras haberse sometido a cirugía.

## Condiciones sociales
Aunque existen algunos cafés en la capital considerados simpatizantes LGBT, la mayoría de las personas LGBTI en Jordania mantienen su condición oculta por miedo a represalias. En 2007 comenzó a publicarse en línea en inglés una de las primeras revistas LGBT del mundo árabe, My.Kali, editándose también en árabe desde 2016.
No existen asociaciones LGBTI en Jordania y desde 2008 la Ley de Sociedades obstaculiza la fundación de cualquier organización al quedar bajo el control de las autoridades. Sin embargo, desde 2014, varias decenas de activistas celebran el Día Internacional contra la Homofobia, la Transfobia y la Bifobia.